# Memecylon acuminatum
Memecylon acuminatum är en tvåhjärtbladig växtart som beskrevs av James Edward Smith. Memecylon acuminatum ingår i släktet Memecylon och familjen Melastomataceae. Utöver nominatformen finns också underarten M. a. tenue.